# Мартынюк, Алёна
Алёна Мартынюк (род. 22 июня 1991 года, Рыбница) — молдавская волейболистка, диагональная нападающая.

## Биография
Алёна родилась 22 июня 1991 года в Рыбнице. Начала заниматься волейболом в 12 лет в родном городе.
Её профессиональный дебют состоялся в кишиневской команде «Сперанца». Затем выступала в Румынии, Турции, Польше и Южной Корее.
С 2009 по 2014 год выступала за сборную Молдавии. Участвовала в квалификации чемпионатов мира 2010 и 2014 годов, чемпионата Европы 2009 года.
В 2019—2020 годах выступала за клуб «Протон». В 2020 году перешла в японский клуб «Викторина Химедзи». в 2021—2022 года выступала за команду «Тулица». С 2022 — игрок румынского «Лугожа», в составе которого стала серебряным призёром Кубка вызова ЕКВ 2023.

## Достижения

### С клубами
- Двукратная чемпионка Румынии (2011, 2012)
- Обладательница Кубка Румынии (2011)
- Серебряный призёр Кубка Румынии (2012)
- Серебряный призёр Кубка Южной Кореи (2018)
- Серебряный призёр Кубка вызова ЕКВ 2023